# Alma Alfonso
Alma Elvira Alfonso Silvestre (Valencia, 30 de mayo de 1983) es una política española, miembro del Partido Popular (PP). Actualmente, ocupa el cargo de diputada en el Congreso de los Diputados desde la XV Legislatura (2023-actualidad), representando a la circunscripción de Valencia.

## Biografía
Nació en Valencia el 30 de mayo de 1983. Cursó sus estudios de Derecho en la Universidad de Valencia, donde se licenció en la carrera y obtuvo un máster en la Escuela de Práctica Jurídica del Ilustre Colegio de Abogados de Valencia.
En su faceta profesional, ha trabajado en el sector jurídico, destacándose como autónoma en el sector inmobiliario y como asesora jurídica. Además, ha sido directora de un despacho de abogados y desempeñó un importante papel como directora de relaciones institucionales en la Federación Nacional de Trabajadores Autónomos (ATA).

## Carrera política
Inició su carrera política como miembro del Partido Popular (PP) en la Comunidad Valenciana, ocupando diversos cargos en la estructura del partido. Ha formado parte de la Junta Directiva y del Comité Ejecutivo del PP de Valencia, además de desempeñar funciones como Secretaria Ejecutiva de Economía, PYMES y Autónomos de la Vicesecretaría Sectorial. También ha sido Vicesecretaria de Empleo, Emprendimiento e Infraestructuras dentro del partido.
En las elecciones generales de 2023, fue elegida diputada en el Congreso de los Diputados, representando a la circunscripción de Valencia. Durante su tiempo en el Congreso, ha sido muy activa en diversas comisiones parlamentarias, incluyendo la Comisión de Trabajo, Economía Social, Inclusión, Seguridad Social y Migraciones, de la cual es portavoz desde diciembre de 2023. Además, participa en las comisiones de Vivienda y Agenda Urbana, Igualdad, y en la Comisión de seguimiento y evaluación de los acuerdos del Pacto de Toledo.
Algunas de sus intervenciones más destacadas incluyen la solicitud de comparecencias del Gobierno para abordar temas como la protección de los trabajadores afectados por las riadas en la Comunidad Valenciana y la situación de los trabajadores fijos discontinuos. Además, ha sido vocal en la Comisión sobre Seguridad Vial.